# Alexandra Wjatscheslawowna Pazkewitsch

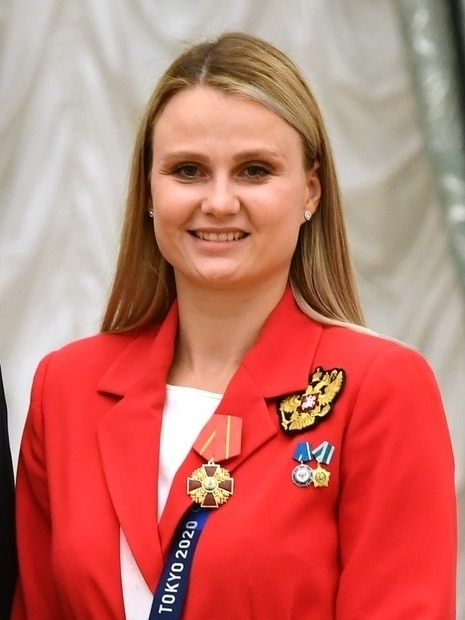
Alexandra Wjatscheslawowna Pazkewitsch, 2021

Alexandra Wjatscheslawowna Pazkewitsch (russisch Александра Вячеславовна Пацкевич, * 4. November 1988 in Moskau) ist eine russische Synchronschwimmerin.

## Erfolge
Sie gewann bei den Olympischen Spielen 2012 und 2016 jeweils mit dem russischen Team die Goldmedaille in der Gruppenwertung. 2009, 2011, 2013 und 2015 als Mitglied der russischen Gruppe siegte Pazkewitsch bei der Weltmeisterschaft; 2010 und 2016 war Pazkewitsch mit der russischen Gruppe Europameisterin.